# لاندا گاو
لاندا گاو یک ستاره است که در صورت فلکی ثور قرار دارد.